# Indian Springs (Teksas)
Indian Springs – jednostka osadnicza w Stanach Zjednoczonych, w stanie Teksas, siedziba administracyjna hrabstwa Polk.